# 우즈마키 (음악 그룹)
우즈마키(일본어: 宇頭巻)는 1996년에 결성한 오사카부 출신 믹스쳐 밴드이다. 이후 남오사카를 중심으로 활동을 계속해 2001년 키티MME에 데뷔했다. 2004년부터 밴드 명 표기를 UZUMAKI로 변경했다. 그 외에도 UZMK, UxZxMxK라 표기하기도 한다.

## 멤버
- ATARU (보컬)
- 獣 [현 JYU] (보컬)
- YOSHIO (기타)
- TERRY (베이스)
- DUTTCH (드럼)